# Odon de Tournai
Pour les articles homonymes, voir Odon.
Le Bienheureux Odon de Tournai (également connu comme Odon de Cambrai), né en 1060 à Orléans et décédé le 19 juin 1113 à l'abbaye d'Anchin, était écolâtre, moine bénédictin, fondateur de l’abbaye Saint-Martin de Tournai, et évêque de Cambrai. il est liturgiquement commémoré le 19 juin.

## Biographie

### Professeur et philosophe
Odon est né à Orléans. On ne sait où il fit des études mais, encore laïc, il est déjà connu comme excellent professeur à Toul où il passe plusieurs années. Des écrits - dont un poème sur le cheval de Troie - le font connaître. Le chapitre de la cathédrale de Tournai l’y invite comme écolâtre. Il accepte le poste et s’installe à Tournai. 
Intellectuel brillant et de mœurs irréprochables il a une culture fort complète : il enseigne philosophie et rhétorique mais est bon pédagogue également en science et astronomie. On le voyait assis entouré de ses élèves sur les marches de la cathédrale lors de nuits claires pour leur faire découvrir la position des constellations et les mouvements des planètes.

### Conversion
Plus intéressé par les sciences séculières que la théologie il est à Tournai depuis cinq ans lorsque des cours à donner sur son sujet favori, le philosophe latin Boèce, le conduisent à lire le traité de Saint Augustin sur le libre arbitre. C’est une révélation qui l’émeut jusqu’aux larmes ; il est pris d’un sens aigu de la futilité de sa vie antérieure et de ses recherches intellectuelles. La conversion est profonde et le changement de vie radical : il limite le temps donné à son enseignement, passe beaucoup de temps en prière et adopte un style de vie austère, donnant ses biens aux pauvres.

### Fondation de l’abbaye Saint-Martin
Soucieux de garder chez eux un homme qui semble leur échapper l’évêque Radbod II et les citoyens de Tournai lui offrent l’église et bâtiments d’une abbaye abandonnée, Saint-Martin. Odon s’y installe en 1092 avec quatre élèves devenus disciples et vit avec eux une vie canoniale suivant la règle de Saint-Augustin. Ils sont rapidement une petite vingtaine.
Trois ans plus tard, sous l’influence d’Alvise, abbé de l’abbaye d'Anchin, - un ami et conseiller spirituel - Odon et sa communauté adoptent la règle de saint Benoît (1095). L’ancien écolâtre est élu abbé et consacré évêque le 4 mars 1095. Sous sa direction l’abbaye prend rapidement un grand essor, en particulier grâce à son atelier de scribes et copistes.

### Évêque de Cambrai
Odon est abbé de Tournai depuis treize ans lorsque, en 1105, il est élu évêque de Cambrai. Le diocèse passe par une crise profonde. L’évêque Gaucher qui avait accepté l’investiture de l’empereur Henri IV et était accusé de simonie avait été déposé par le concile de Clermont et excommunié par le pape. Il n’en réside pas moins à Cambrai, soutenu par le pouvoir impérial, et Odon ne peut prendre possession de son siège épiscopal. Il réside à l’abbaye d'Anchin où il compose plusieurs œuvres théologiques importantes. 
Odon meurt à Anchin le 19 juin 1113.

## Œuvres
- Expositio in canonem missae. Explication des prières liturgiques et du symbolisme qu'elles renferment.
- De peccato originali libri tres. Le péché originel est moins une réalité qu'une privation. Odon explique sa transmission de manière philosophique: le passage de l'universel' au 'particulier' en chaque homme.
- Disputatio contra Judaeum.... Odon explique à un juif (de manière philosophique) les différentes raisons de l'avènement du Christ.
- De blaphemia in Spiritum Sanctum. Pour Odon, le blasphème contre l'Esprit-Saint est l'impénitence complète et finale.
- De canonibus evangeliorum. Odon adapte à sa Bible latine les canons d'Eusèbe de Césarée, pour trouver les parallélismes entre les évangiles.
- On Original Sin and A Disputation with the Jew, Leo, Concerning the Advent of Christ, the Son of God. Two Theological Treatises, Traduit et édité avec une introduction par Irven M. Resnick, Philadelphia, University of Pennsylvania Press, 1994.